# Beniamin
Beniamin (in armeno Բենիամին?) è un comune di 745 abitanti (2010) della Provincia di Shirak in Armenia.